# Łebno
Łebno (dodatkowa nazwa w j. kaszub. Łebnie) – wieś kaszubska w Polsce położona w województwie pomorskim, w powiecie wejherowskim, w gminie Szemud przy drodze wojewódzkiej nr 224.
Wieś szlachecka położona była w II połowie XVI wieku w powiecie mirachowskim województwa pomorskiego. W latach 1954–1968 wieś należała i była siedzibą władz gromady Łebno, po jej zniesieniu w gromadzie Szemud. W latach 1975–1998 miejscowość administracyjnie należała do województwa gdańskiego.
W miejscowości znajduje się parafia rzymskokatolicka, należąca do dekanatu Kielno, archidiecezji gdańskiej. Kościół parafialny pochodzi z 1926 roku.
W budynku starej szkoły działa Gminna Izba Regionalna im. Remusa, w której zgromadzono dawne narzędzia i sprzęty gospodarskie.

## Historia
Pierwsza wzmianka o miejscowości pochodzi z 1333 r. W 1780 r. wieś miała dwóch właścicieli - Antoniego Łebińskiego i Jana Halk-Łebińskiego. Mieszkało tu wówczas 91 mieszkańców. W 1930 r. Rassmus sparcelował majątek.
Od pierwszej połowy listopada 1906 r. do 18 lipca (!) 1907 r. w miejscowej szkole elementarnej odbył się strajk dzieci przeciwko nauczaniu religii w języku niemieckim. Z uczestników strajku znane są nazwiska następujących dzieci: Niklas, Klonowska, L. Bach. Strajk był elementem znacznie większej akcji biernego oporu wobec pruskich władz szkolnych, która na przełomie 1906 i 1907 r. objęła ponad 460 (!) szkół w prowincji Prusy Zachodnie, czyli przedrozbiorowe Pomorze Gdańskie, Powiśle, ziemię chełmińską i ziemię lubawską oraz część Krajny. Inspiracją dla strajków pomorskich były wcześniejsze działania dzieci w prowincji wielkopolskiej, ze słynnym strajkiem we Wrześni (1901) na czele.
1 czerwca 1925 r. ks. prałat Walenty Dąbrowski z Wejherowa poświęcił kamień węgielny pod budowę kościoła. Od 1926 r. istnieje parafia pw. Matki Bożej Królowej Polski, której pierwszym proboszczem był ks. Bolesław Stawicki. Pod koniec września 1926 r. prałat W. Dąbrowski wyświęcił świątynię. Do parafii należały: Łebno, Łebieńska Huta, Będargowo z wybudowaniami: Szopy, Holma, Stary Młyn, Bagielnica, Różny Dąb oraz wybudowania: Pobłocie, Smażyno z Głodowem i Zęblewo. W parafii mieszkało 1960 Polaków katolików, 5 Niemców katolików i 120 Niemców protestantów.
Podczas okupacji hitlerowskiej nazwa wsi brzmiała Lebno. 5 kwietnia 1944 w pobliżu Łebna grupa operacyjna gdańskiego gestapo, dowodzona przez Kaszubowskiego, zaskoczyła grupę partyzantów TOW "Gryf Pomorski" dowodzoną przez członka Rady Naczelnej tejże organizacji, Mariana Jankowskiego ps. Szarek. Zginęli wówczas partyzanci: Grzegorz Block, Alojzy Hinz, Jan Klawe. 1 lipca 1944 doszło do starcia oddziału żandarmerii (Gendarmerie) z partzantami "Gryfa Pomorskiego" pod dowództwem Mariana Jankowskiego. Edmund Czerwionka zmarł następnego dnia wskutek odniesionych ran.

## Integralne części wsi
| SIMC    | Nazwa   | Rodzaj    |
| ------- | ------- | --------- |
| 1015535 | Karwino | część wsi |
| 1015570 | Kulingi | część wsi |